# ジョー・シュレジンジャー
ジョー・シュレジンジャー, C.M.(Joe Schlesinger、1928年5月11日 - 2019年2月11日)はカナダのテレビ・ジャーナリスト及び作家。

## 少年時代とキャリア初期
シュレジンジャーは1928年、オーストリアのウィーンに住むユダヤ人一家のもとに生まれた。チェコスロバキア共和国（第一共和国）で育つ。そこが1938年ドイツによって支配されると、彼は両親によりイギリスへ送られた。キンダートランスポート対象児童の1人としてであった。この児童移送活動はニコラス・ウィントンによって組織され、ユダヤ人の子供たち669人を救出している。彼の両親は後にホロコーストで殺された。シュレジンジャーはウィントンとキンダートランスポートを描いた、2011年のドキュメンタリー映画「ニコラス・ウィントンと669人の子どもたち」(Nicky's Family 、Nickyho rodina)に出演し、ナレーションを担当している。
シュレジンジャーは戦後、ジャーナリズムの道に進み、1948年にまずAP通信のプラハ支局で働いた。共産党政権がジャーナリストを逮捕しはじめて、彼はチェコスロバキアを後にした。1950年、カナダに到着。バンクーバーのブリティッシュコロンビア大学で学んだのち、バンクーバーの日刊紙「ザ・プロヴィンス(en:The Province)」及び日刊紙トロント・スターで記事を書き、またロンドンでUPI通信社の、パリでインターナショナル・ヘラルド・トリビューン紙の編集者を務めた。

## カナダ放送協会（CBC）でのキャリア
シュレジンジャーは1966年、ニュース番組「The National」の制作総指揮としてカナダ放送協会に入局したが、ほどなく記者に戻っており、CBCの海外特派員として香港、パリ、ワシントン、ベルリンなど様々な地域で活動し、ベトナム戦争やニカラグア及びエルサルバドル内戦におけるゲリラ戦、ベルリンの壁崩壊を報道し、そしてついには鉄のカーテンの消滅、また故国チェコスロバキアにおけるビロード革命を伝えるに至った。
1990年代初めシュレジンジャーはCBC報道局(en:CBC News)の編集局長に昇格し、短命に終わった番組「en:CBC Prime Time News」の解説映像やドキュメンタリーを制作した。彼は1994年に常勤からは退いたが、CBC報道局のために論説番組や特別レポートを制作しつづけている。1990年代後半、彼は報道チャンネル「CBC Newsworld」において海外ニュース報道番組のホスト役をいくつか務めたが、そのうち1本が「Foreign Assignment」(en:Ian Hanomansingと共同で)、そして「Schlesinger」である。 
1990年、自叙伝「Time Zones: a Journalist in the World」を執筆し、これがベストセラーとなった。

## 栄誉
1994年、カナダ勲章のメンバーとなった。彼はジェミニ賞に18回ノミネートされ、3回受賞しており、「最優秀ルポルタージュ賞(Best Reportage)」(1987年と1992年)及び「最優秀ニュース・マガジン部分賞(Best News Magazine Segment)」(2004年)である。また、ジョン・ドレイニー賞 en:John Drainie Award(1997年)及び「放送ジャーナリスト最優秀パフォーマンス(ゴードン・シンクレア en:Gordon Sinclair賞)」(1987年)を受賞している。
彼は2010年6月7日、キングストンのクイーンズ大学から法学名誉博士号を受け、クイーンズ大学文理学部の2010年度卒業生を前にスピーチを行なった。2011年6月8日、長きにわたる優れた業績に対しエドモントンのアルバータ大学から文学名誉博士号を受け、やはりアルバータ大学芸術学部の2011年度卒業生を前にスピーチを行なった。さらにブリティッシュコロンビア大学、カナダ王立軍事大学、ダルハウジー大学及びカールトン大学からも名誉博士号を贈られている。 